# 석송정
석송정(石松亭)은 대한민국 충청남도 공주시 정안면 석송리 210-2에 있는 정자이다. 1997년 6월 5일 공주시의 향토문화유적 제5호로 지정되었다.

## 개요
이 정자는 조선 인조왕이 1624년 이괄의 난을 피하여 공주로 올 때에 지친 어가가 잠시 쉬어간 것을 기념하기 위하여 지방 유림들이 세운 것이다. 현재의 것은 옛날 건물이 없어져서 1985년 공주시에서 복원한 것이다. 왕을 모신 가마가 이 곳을 지날 때 지방유림이 인조왕께 이 지방 백성의 어려움을 호소하니, 그 자리에서 세금을 감면토록 어명을 내렸고 또한 유림의 간청을 들어 《석송동천》(石松洞天)이란 친필을 하사하여 오늘날까지 정자옆 바위에 새겨서 전해 내려오고 있다.

## 같이 보기
- 이괄의 난